# Radosław Kaczmarek
Radosław Tomasz Kaczmarek – polski okulista, doktor habilitowany medycyny, adiunkt w Katedrze Okulistyki Uniwersytetu Medycznego we Wrocławiu.
Dyplom lekarski zdobył na wrocławskiej Akademii Medycznej. Stopień doktorski zdobył w 2003 roku na podstawie pracy "Badanie epidemiologiczne jaskry w populacji mieszkańców Wrocławia". Habilitację uzyskał w 2013 roku na podstawie oceny dorobku naukowego i rozprawy "Możliwość wykorzystania nowych substancji antyproliferacyjnych w leczeniu witreoretinopatii proliferacyjnej". Jest adiunktem w Katedrze Okulistyki wrocławskiego Uniwersytetu Medycznego oraz ordynatorem II Oddziału Operacyjnego w uniwersyteckiej Klinice Okulistyki (kierownikiem Katedry i Kliniki jest Marta Misiuk-Hojło). Jest członkiem Polskiego Towarzystwa Okulistycznego.
W pracy klinicznej i badawczej specjalizuje się w chirurgii szklistkowo-siatkówkowej (ciało szkliste i siatkówka) oraz diagnostyce i chirurgicznym leczeniu zaćmy i jaskry. Swoje prace publikował w czasopismach krajowych i zagranicznych, m.in. w Klinice Ocznej. Współautor opracowania Terapia laserowa w chorobach siatkówki niezwiązanych z cukrzycą (wraz z M. Misiuk-Hojło i H. Wykrotą, wyd. 2009, ISBN 978-83-61257-40-0).